# Galium yunnanense
Galium yunnanense är en måreväxtart som beskrevs av Hiroshi Hara och Cheng Yih Wu. Galium yunnanense ingår i släktet måror, och familjen måreväxter. Inga underarter finns listade i Catalogue of Life.